# Grant’s

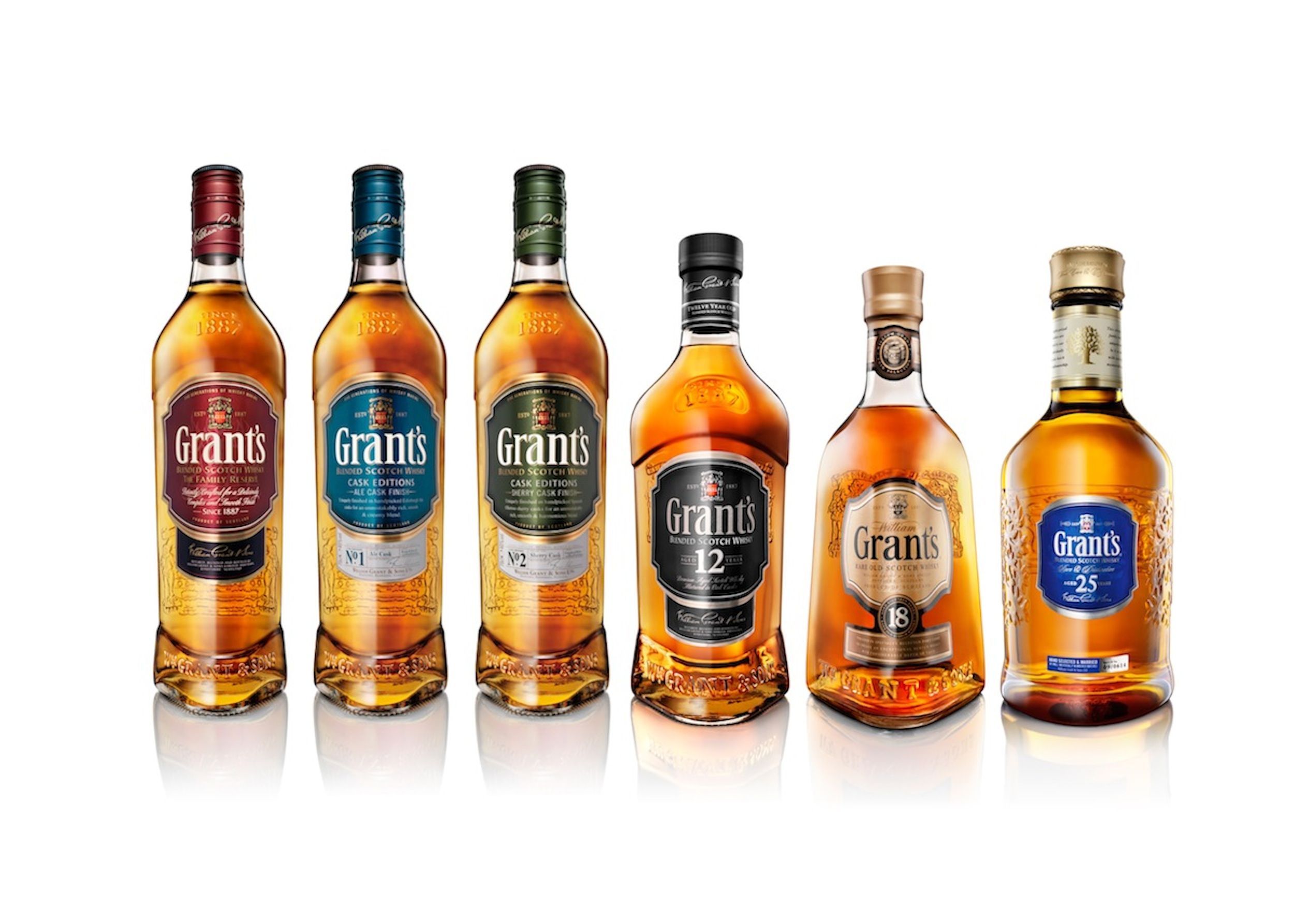
Butelki Grant’s

Grant’s – szkocka whisky typu blended, wytwarzana i butelkowana przez przedsiębiorstwo William Grant’s & Sons.

## Historia
W roku 1886 William Grant po wielu latach gromadzenia oszczędności założył gorzelnię Glenfiddich w Dufftown w Szkocji. Pierwszą whisky wyprodukowano na Boże Narodzenie roku 1887. W roku 1898 przedsiębiorstwo rodziny Grant znalazło się w sytuacji poważnego zagrożenia swoich interesów, gdyż zbankrutowała spółka Pattison Limited, główny odbiorca jego produktów. William Grant i jego siedmiu synów sami zajęli się produkcją i dystrybucją swojego blendu – Stand fast. Początki były trudne, ale już w przededniu I wojny światowej spółka posiadała sześćdziesiąt przedstawicielstw w trzydziestu krajach. Spółce do dziś udało się pozostać całkowicie niezależnym przedsiębiorstwem rodzinnym.
Grant’s aktualnie sprzedawany jest w 180 krajach i pod względem sprzedaży pozostaje czwartą szkocką whisky na świecie, z roczną sprzedażą 4 milionów skrzynek.

## Whisky
Grant’s od roku 1957 sprzedawany jest w oryginalnej trójkątnej butelce. Produkowany jest także w wersji okolicznościowej 12- i 18-letniej, jak i w odmianie smakowej Ale Cask leżakowanej w beczkach wypełnionych wcześniej na 30 dni Edynburskim piwem Strong Ale, oraz Sherry Cask dojrzewającej w beczkach po sherry Oloroso.